# ایت تیکس تو
ایت تیکس تو (یا به فارسی: دو نفر می‌طلبد) (انگلیسی: It Takes Two) یک بازی اکشن-ماجراجویی است که توسط هیزلایت ساخته و توسط الکترونیک آرتس منتشر شده‌است. این بازی در سال ۲۰۲۱ برای مایکروسافت ویندوز، پلی‌استیشن ۴، پلی‌استیشن ۵، اکس‌باکس وان و اکس‌باکس سری اکس و سری اس منتشر شده‌است و همانند بازی قبلی هیزلایت، یک راه خروج به صورت دو نفره قابل انجام است.
بازی It Takes Two  داستانی فریبنده و پر از چالش را از دید دو شخصیت اصلی، کودی و می را به تصویر می‌کشد که در آستانه‌ی جدایی از یکدیگر قرار دارند. داستان بازی به طور عمیق به مسائلی مانند عشق، اعتماد و همکاری پرداخته و تلاش این دو شخصیت برای بازسازی روابط‌شان را در یک دنیای فانتزی و جادویی روایت می‌کند.
در ابتدای بازی، کودی و می به طور معجزه‌آسا به عروسک‌هایی کوچک تبدیل می‌شوند و باید با همکاری یکدیگر از موانع مختلف عبور کنند. هر مرحله از بازی یک دنیای متفاوت با چالش‌های خاص خود را به نمایش می‌گذارد، از جنگل‌های پر از خطرات گرفته تا فضاهای فانتزی که هیچ‌گاه نمی‌دانید چه چیزی در انتظار شماست. در این سفر، هر کدام از شخصیت‌ها توانایی‌های ویژه‌ای دارند که تنها با همکاری و هماهنگی می‌توانند به نتیجه برسند.